# (33941) 2000 LX35
2000 LX35 (asteroide 33941) é um asteroide da cintura principal. Possui uma excentricidade de 0.12221670 e uma inclinação de 0.61055º.
Este asteroide foi descoberto no dia 1 de junho de 2000 por LONEOS em Anderson Mesa.